# Adalaj
Adalaj là một thị xã điều tra dân số (census town) trong quận Gandhinagar trong bang Gujarat của Ấn Độ.

## Địa lý
Adalaj có vị trí 23°10′B 72°35′Đ / 23,17°B 72,58°Đ Nó có độ cao trung bình là 68 mét (223 foot).

## Cơ cấu dân số
Theo điều tra dân số Ấn Độ năm 2001, Adalaj có dân số 9774 người. Nam giới chiếm 51% dân số, nữ giới chiếm 49% dân số. Adalaj có tỷ lệ biết chữ bình quân 61%, cao hơn mức trung bình 59,5% của toàn quốc; với 59% đàn ông và 41% phụ nữ biết chữ. 15% dân số có độ tuổi dưới 6.